# Balabakhar
Balabakhar (nep. बालाबखर) – gaun wikas samiti w środkowej części Nepalu w strefie Dźanakpur w dystrykcie Dhanusa. Według nepalskiego spisu powszechnego z 2011 roku liczył on 1387 gospodarstw domowych i 7820 mieszkańców (3807 kobiet i 4013 mężczyzn).